# خرابی‌های کیک
خرابی‌های کیک (انگلیسی: Cake Wrecks) یک وبگاه سرگرمی شامل عکس‌های ارسالی توسط کاربران است که شامل عکس‌های ارسالی کاربر از کیک‌های حرفه‌ای که ناخواسته از نظر ظاهری خنده آور یا عجیب هستند. این وبگاه در مه ۲۰۰۸ تأسیس شد.